# 화북초등학교 용화분교
화북초등학교 용화분교는 대한민국 경상북도 상주시에 있는 공립 초등학교이다.

## 연혁
- 1934년 5월 10일 : 화령공립보통학교 부설 용화간이학교 인가
- 1935년 9월 5일 : 화북공립보통학교 부설 간이학교로 편입
- 1943년 5월 30일 : 용화공립국민학교 승격 개교[1][2]
- 1985년 9월 1일 : 병설유치원 설립인가
- 1996년 3월 1일 : 용화초등학교로 개칭
- 1999년 3월 1일 : 화북초등학교 용화분교로 개편